# MiniSD

Logotipo de tarjeta miniSD.

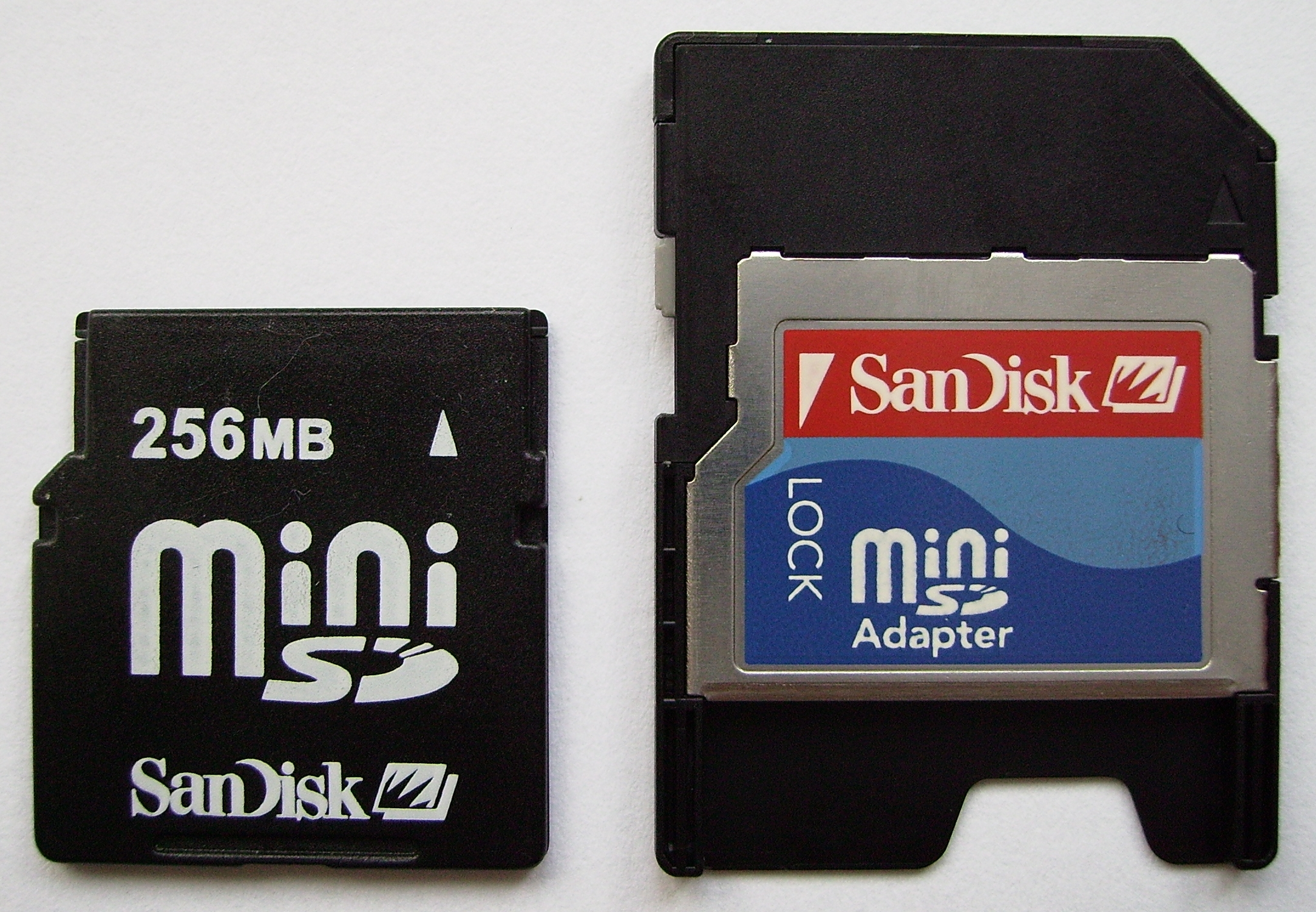
Tarjeta miniSD (izquierda), y adaptador a SD (derecha).

miniSD es un formato de tarjeta de memoria.
Presentada por primera vez por SanDisk, en CeBIT 2003, la miniSD se unió a la Memory Stick Dúo y xD-Picture Card en cuanto a tarjetas para dispositivos pequeños.
La tarjeta miniSD fue adoptada en 2003 por la Asociación de Tarjetas SD como una extensión de tamaño reducido para el estándar de tarjeta Secure Digital (SD).
| Características                            | miniSD    |
| Ancho (mm)                                 | 20        |
| Largo (mm)                                 | 21,5      |
| Grosor (mm)                                | 1,4       |
| Volumen de la tarjeta (mm³)                | 589       |
| Peso (g)                                   | 1 aprox.  |
| Voltaje de funcionamiento (V)              | 2,7 - 3,6 |
| Interruptor de protección contra escritura | No        |
| Protectores de terminal                    | No        |
| Cantidad de pines                          | 11        |